# Ruch Odbudowy Polski
Die  Ruch Odbudowy Polski (Bewegung für den Wiederaufbau Polens; ROP) war eine katholisch-nationalistische Partei in Polen. Sie existierte von 1995 bis 2012. 

## Geschichte

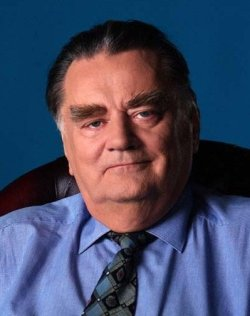
Jan Olszewski, Parteivorsitzender von 1995 bis 2011

Die ROP wurde nach den Präsidentschaftswahlen 1995 von Jan Olszewski gegründet. Mehrere kleinere, konservative Parteien schlossen sich der ROP an. Sie war eine von mehreren Parteien, die aus dem Spektrum der Gewerkschaft Solidarność hervorgegangen sind.
Ihr politisches Programm wird in der Losung „Gott – Ehre – Vaterland“ (Bóg, Honor, Ojczyzna) deutlich. ROP trat für katholische Werte und die Erhaltung der uneingeschränkten Souveränität Polens ein. Dabei wendete sie sich scharf gegen den postkommunistischen Bund der demokratischen Linken (SLD). In wirtschaftspolitischen Fragen bezog ROP eher egalitär-populistische Positionen.

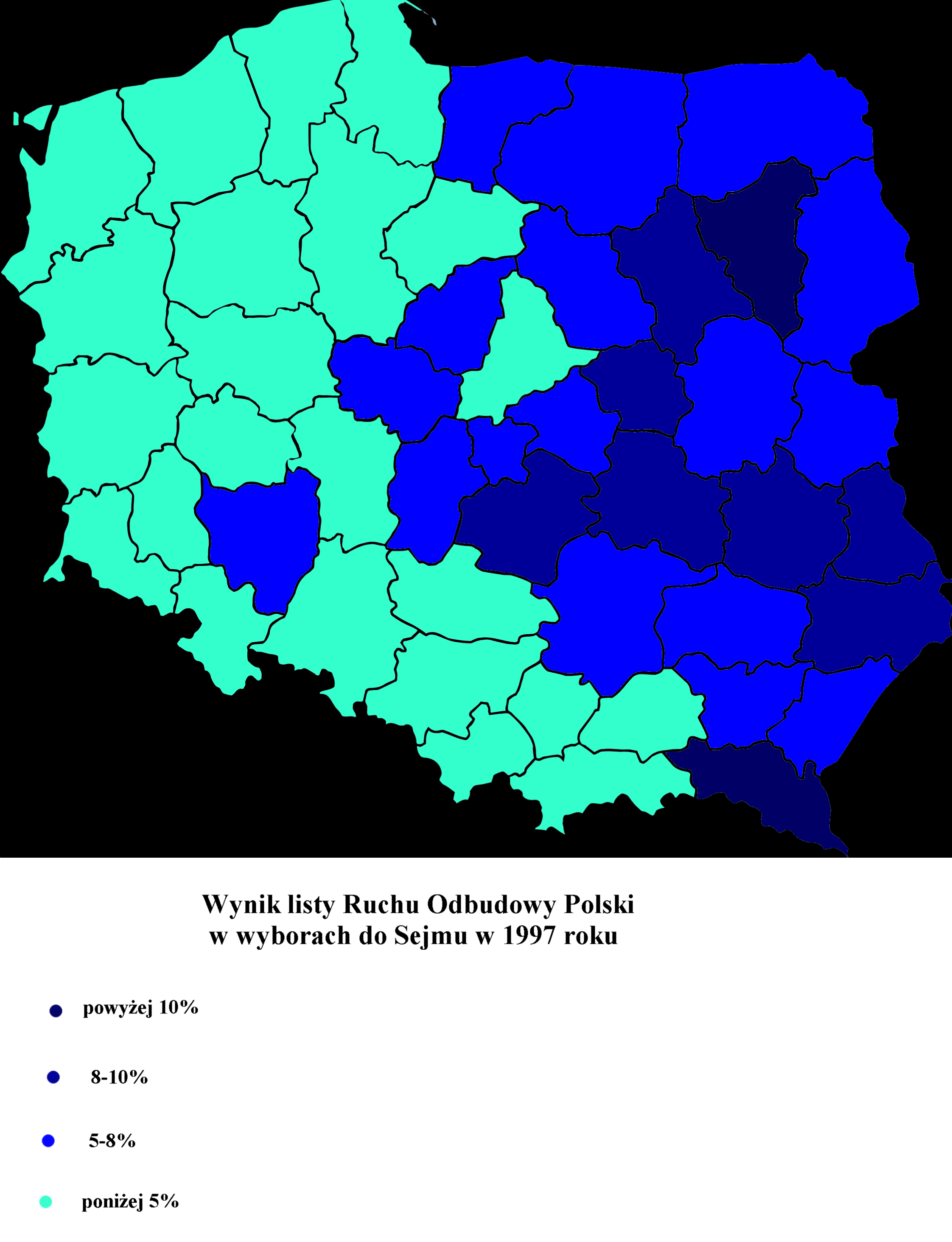
Stimmenanteil der ROP bei der Parlamentswahl 1997 nach Woiwodschaften: Die Hochburgen der Partei lagen im Osten des Landes

Bei ihrer ersten Parlamentswahl-Teilnahme 1997 überschritt sie mit 5,6 % der Stimmen knapp die Einzugshürde für den Sejm. Bald nach der Wahl zerstritt sich die Fraktion jedoch, die meisten Abgeordneten traten zur Wahlaktion Solidarność (AWS) über. Jan Olszewski kündigte zunächst seine Kandidatur für die Präsidentschaftswahl im Jahr 2000 an, zog diese aber wieder zurück, um stattdessen Marian Krzaklewski von der AWS zu unterstützen. Im Mai 2001 trat zunächst auch die ROP dem Wahlbündnis der Wahlaktion Solidarność (AWSP) bei, verließ dieses jedoch bald wieder. Anlässlich der Parlamentswahl im September 2001 traf die ROP dann eine Absprache mit der rechtsextremen Liga Polnischer Familien (LPR). Mitglieder der ROP, darunter der Parteivorsitzende Jan Olszewski kandidierten auf den Listen der LPR und wurden so in den Sejm gewählt. Zur gleichzeitigen Senatswahl trat die ROP hingegen als Teil des gemäßigteren Blok Senat 2001 mit AWSP, Recht und Gerechtigkeit (PiS), Bürgerplattform (PO) und Freiheitsunion (UW) an.
Seit 2005 war die ROP bei Wahlen praktisch bedeutungslos geblieben. Faktische Nachfolgeparteien waren PiS und LPR, die der ROP in politischer Orientierung, Sprache und Selbstbild ähneln. Zur Parlamentswahl im September 2005 bildete ROP mit weiteren kleinen Rechtsparteien (Ruch Katolicko-Narodowy und Przymierze dla Polski) das Bündnis Ruch Patriotyczny („Patriotische Bewegung“), das zusammen auf 1,05 % der Stimmen kam. Ab 2007 war ROP durch Wahlabsprachen mit PiS mit einem Mitglied (Stanisław Gogacz) im Senat vertreten. Am 23. Juni 2012 wurde die Partei aufgelöst und den verbliebenen Mitgliedern der Eintritt in die PiS empfohlen.

## Parteivorsitzende seit 1990
- 18. November 1995 bis 20. Januar 2011: Jan Olszewski
- 20. Januar 2011 bis 23. Juni 2012: Stanisław Gogacz

## Wahlergebnisse zum Sejm
- 1997: 5,56 %